# Ankaraspor Kulübü
O Ankaraspor Kulübü (mais conhecido como Ankaraspor) é um clube profissional de futebol turco com sede na cidade de Ancara, capital federal da Turquia, originalmente fundado em 21 de março de 1978 como Ankara Belediye Spor Kulübü e refundado em 29 de junho de 2014 com a denominação Osmanlıspor Futbol Kulübü. Entretanto, seus dirigentes decidiram em 8 de setembro de 2020 repaginar a identidade do clube, adotando sua atual denominação, além de um novo emblema para o clube.
Suas cores oficiais são o azul e o branco. Atualmente disputa a Terceira Divisão Turca.
Manda seus jogos no Osmanlı Stadyumu, com capacidade para 18 029 espectadores.

## História

Emblema adotado pelo clube quando foi rebatizado como Osmanlıspor Futbol Kulübü em 2014.

Em 7 de outubro de 2009, durante a Süper Lig, a Federação Turca de Futebol decretou o rebaixamento do Ankaraspor para a TFF 1. Lig devido ao relacionamento suspeito entre a diretoria do clube e os dirigentes do Ankaragücü, considerado inadequado para duas equipes que competem na mesma divisão diante das suspeitas de conflito de interesses. De efeito imediato, a decisão fez com que todos os jogos do Ankaraspor (tanto os já realizados quanto aqueles por realizar) fossem riscados e contabilizados como vitória de 3–0 para seus adversários.
Após um período conturbado de sua refundação, o novo Osmanlıspor disputou a temporada 2015–16 da Süper Lig. Visando obter maiores conquistas no futebol turco e fazer frente aos três grandes times de Istambul (Galatasaray, Fenerbahçe e Beşiktaş), o clube se reforçou com atletas de renome como, por exemplo, o goleiro brasileiro Artur Moraes, ex-Benfica. Terminou o campeonato numa histórica 5ª colocação e se classificou para a Liga Europa da UEFA 2016–17. 
Na temporada 2016–17, disputando a Liga Europa pela 1ª vez em sua história, venceu Zimbru Chișinău, Nõmme Kalju e Midtjylland nos playoffs e se classificou para a fase de grupos. Com uma campanha de 3 vitórias (em casa contra Zürich e Steaua; fora de casa contra o Villareal), 1 empate (em casa contra o Villareal) e 2 derrotas (fora de casa contra Zürich e Steaua), classificou-se em 1º lugar no Grupo L com 10 pontos conquistados. Nas oitavas-de-final, acabou sendo derrotado pelo Olympiakos pelo placar agregado de 3–0 (0–0 em casa; 3–0 fora de casa) e foi eliminado da competição.
Antes da refundação o clube fez a melhor campanha da  Terceira Divisão Turca (1): 1996–97

## Campanhas de Destaque

### Continentais
- Taça Intertoto da UEFA (2ª Rodada dos Playoffs): 2005
- Liga Europa da UEFA (oitavas–de–final): 2016–17

### Nacionais
- 5ª Colocação no Campeonato Turco (1): 2015–16
- Terceira Divisão Turca (1): 1996–97
- Vice–Campeão da Segunda Divisão Turca (1): 2014–15

## Elenco atual
- Atualizado em 27 de março de 2021.

Legenda
- : Capitão
- : Jogador suspenso
- : Jogador lesionado